# Singl ploče (1976-1980)
Singl ploče (1976-1980) je drugi kompilacijski je album sarajevskog rock sastava Bijelo dugme, na kojemu se nalaze singlovi koji su izdani u periodu 1976. – 1980., a izlazi 1982.g. Na albumu se nalazi dvanaest skladbi, a objavljuje ga diskografska kuća "Jugoton".

## Popis pjesama
1. "Tako ti je mala moja kad ljubi Bosanac" / "Ne spavaj mala moja muzika dok svira"
  - (Datum izlaska: 30. srpnja 1976.)
2. "Milovan" / "Goodbye Amerika"
  - (Datum izlaska: 8. srpnja 1976.)
3. "Eto! Baš hoću!" / "Došao sam da ti kažem da odlazim"
  - (Datum izlaska: 14. prosinca 1976.)
4. "Bitanga i princeza" / "Dede bona sjeti se, de tako ti svega"
  - (Datum izlaska: 6. ožujka 1979.)
5. "Pristao sam biću sve što hoće" / "Šta je tu je"
  - (Datum izlaska: 25. srpnja 1979.)
6. "Dobro Vam jutro Petrović Petre" / "Na zadnjem sjedištu moga auta"
  - (Datum izlaska: 6. prosinca 1980.)

## Izvođači
- Željko Bebek - vokal, bas-gitara
- Goran Bregović - električna gitara
- Goran "Ipe" Ivandić - bubnjevi
- Dragan "Điđi" Jankelić - bubnjevi
- Sanin Karić - bas-gitara
- Vlado Pravdić - klavijature
- Ljubiša Racić - bas-gitara
- Zoran Redžić - bas-gitara
- Laza Ristovski - klavijature
- Milić Vukašinović - bubnjevi

## Vanjske poveznice
- Stranice Bijelog dugmeta  Arhivirana inačica izvorne stranice od 20. siječnja 2020. (Wayback Machine)